# Kvissel
Kvissel er en lille stationsby i Vendsyssel med 353 indbyggere  (2024) (næstsidste nordlige station på den jyske længdebane), beliggende ca. 10 kilometer nordvest for Frederikshavn. Stationsbyen hører til Region Nordjylland og ligger i Frederikshavn Kommune.

## Etymologi
Navnet Kvissel er ældgammelt og betyder "forgrening". Navnet hentyder til sammenløbet af Skærum Å og Åsted Å.

## Landskab
Kvissel ligger på grænsen af det gamle stenalderhav (Litorinahavet, 5.000 år før vor tid). Nord for byen er landet fladt helt til Skagen, medens landskabet sydpå er varieret med bakker og dale.
Grundet de gamle skrænters store lerindhold blev området, som hovedsagelig ernærede sig ved landbrug, sidst i det 19. århundrede ramt af industrialiseringen. To teglværker blev etableret og fungerede til midten af det 20. århundrede.

## Historie
Kvissel lå tidligere i Åsted Sogn, Horns Herred, Hjørring Amt.
Kvissel bestod i 1682 af 9 gårde og 2 huse med jord. Det samlede dyrkede areal udgjorde 251,9 tønder land skyldsat til 34,18 tønder hartkorn. Dyrkningsformen var græsmarksbrug uden tægter.

### Stationsbyen
I 1871 anlagdes jernbanen fra Nørresundby til Frederikshavn, og Kvissel fik status af holdeplads. I 1875 beskrives byen således: "Kvissel ned Jernbane-Holdeplads" I 1877 blev opført en stationsbygning. Der blev i denne periode etableret kro og købmandsgård, mange håndværkere og handlende etablerede sig. I 1888 oprettes et andelsmejeri og år 1900 en folkeskole.
Omkring århundredeskiftet beskrives byen således: "Kvissel med Folkehøjskole (opr. 1875), Gæstgiveri, Andelsmejeri, Teglværk, Jærnbane- og Telegrafstation." Kvissel stationsby havde i 1906 350 indbyggere, i 1911 387 og i 1916 407 indbyggere.
I 1919 lukkede højskolen, og der blev bygget en kirke i Kvissel. Kvissel fortsatten sin stagnerende udvikling i mellemkrigstiden og efter 2. verdenskrig: i 1921 havde byen 408 indbyggere, i 1925 450, i 1930 517, i 1935 499, i 1940 511, i 1945 504, i 1950 459, i 1955 472, i 1960 473 indbyggere og i 1965 476 indbyggere. I 1930, da byen havde 517 indbyggere, var sammensætningen efter erhverv: 162 levede af landbrug, 148 af industri og håndværk, 36 af handel, 53 af transport, 6 af immateriel virksomhed, 40 af husgerning, 65 var ude af erhverv og 7 havde ikke angivet oplysninger. To teglværker kunne give byens indbyggere arbejde, men ellers var det mejeri, smedie og skole, der sammen med stationen og landbruget gav den lille by dens eksistensgrundlag. I 1964 blev folkeskolen lukket.

### Efter kommunalreformen 1970
I 1982 blev stationen nedlagt, men regionaltog og enkelte intercitytog standser stadigvæk i Kvissel. Stationen er i dag hjemsted for en modeljernbaneklub og anvendes af byens borgere til forskellige formål. I karnappen ud mod perronen findes stadigvæk stationens gamle centralapparat, hvorfra sporskifter og signaler engang kunne stilles. I dag fjernstyres sporene fra Banedanmarks fjernstyringscentral i Aalborg.
Kvissel er i dag en satellitby, al handel foregår for det meste i nærliggende Frederikshavn.